# Gózd (powiat łukowski)
Gózd – wieś w Polsce położona w województwie lubelskim, w powiecie łukowskim, w gminie Stanin.
| SIMC    | Nazwa | Rodzaj    |
| ------- | ----- | --------- |
| 0689295 | Kania | część wsi |

Wieś szlachecka Gozd położona była w drugiej połowie XVI wieku w ziemi łukowskiej województwa lubelskiego.
W latach 1975–1998 miejscowość administracyjnie należała do województwa siedleckiego.
Wierni Kościoła rzymskokatolickiego należą do parafii św. Marii Magdaleny w Tuchowiczu.
Wieś stanowi sołectwo w gminie Stanin. Według Narodowego Spisu Powszechnego z roku 2011 wieś liczyła 470 mieszkańców.